# Peloroplites cedrimontanus
Il peloroplite (Peloroplites cedrimontanus) è un dinosauro erbivoro appartenente agli anchilosauri, o dinosauri corazzati. Visse nel Cretaceo inferiore (Aptiano/Albiano, circa 110 milioni di anni fa) e i suoi resti fossili sono stati ritrovati in Nordamerica (Utah).

## Descrizione

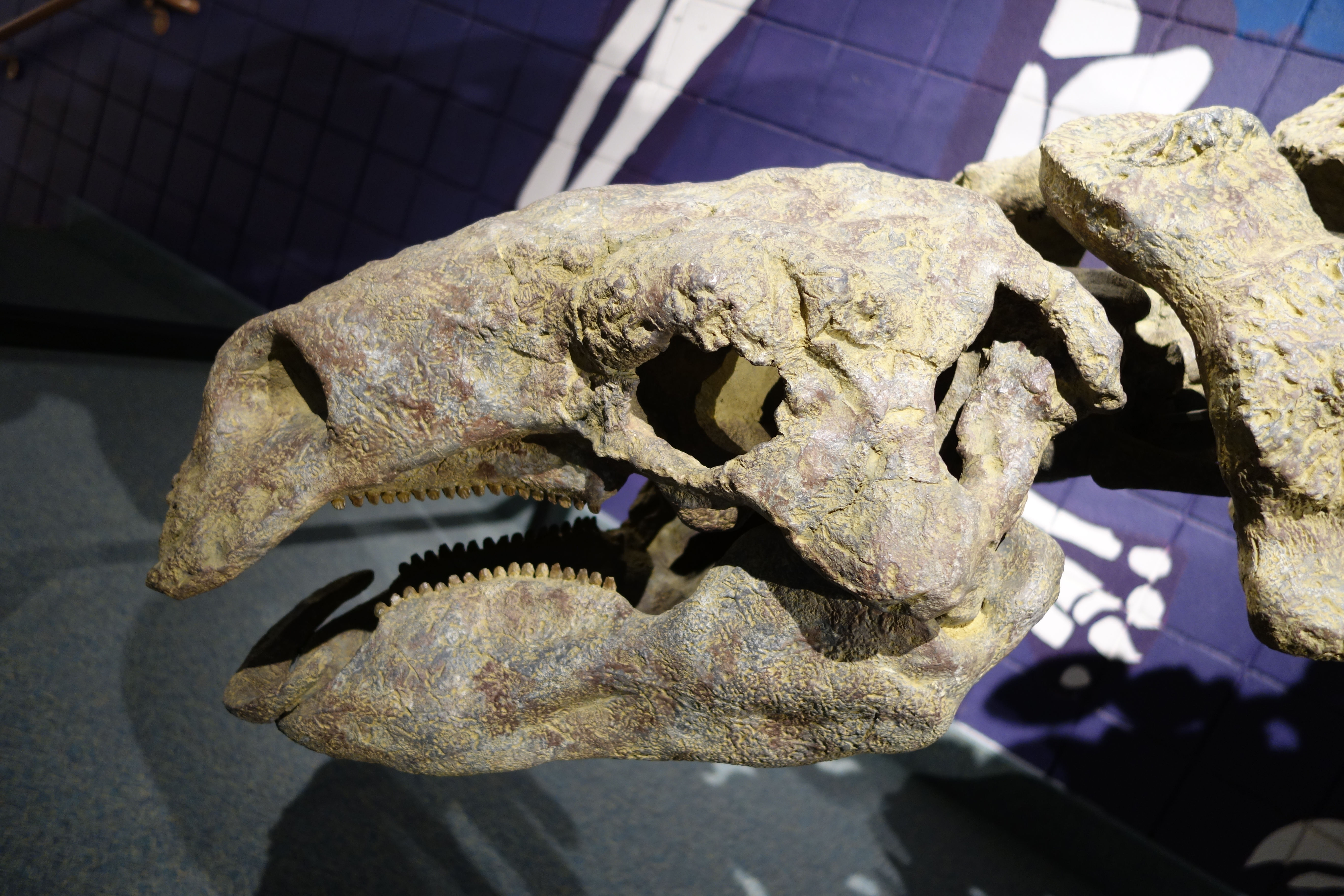
Cranio fossile

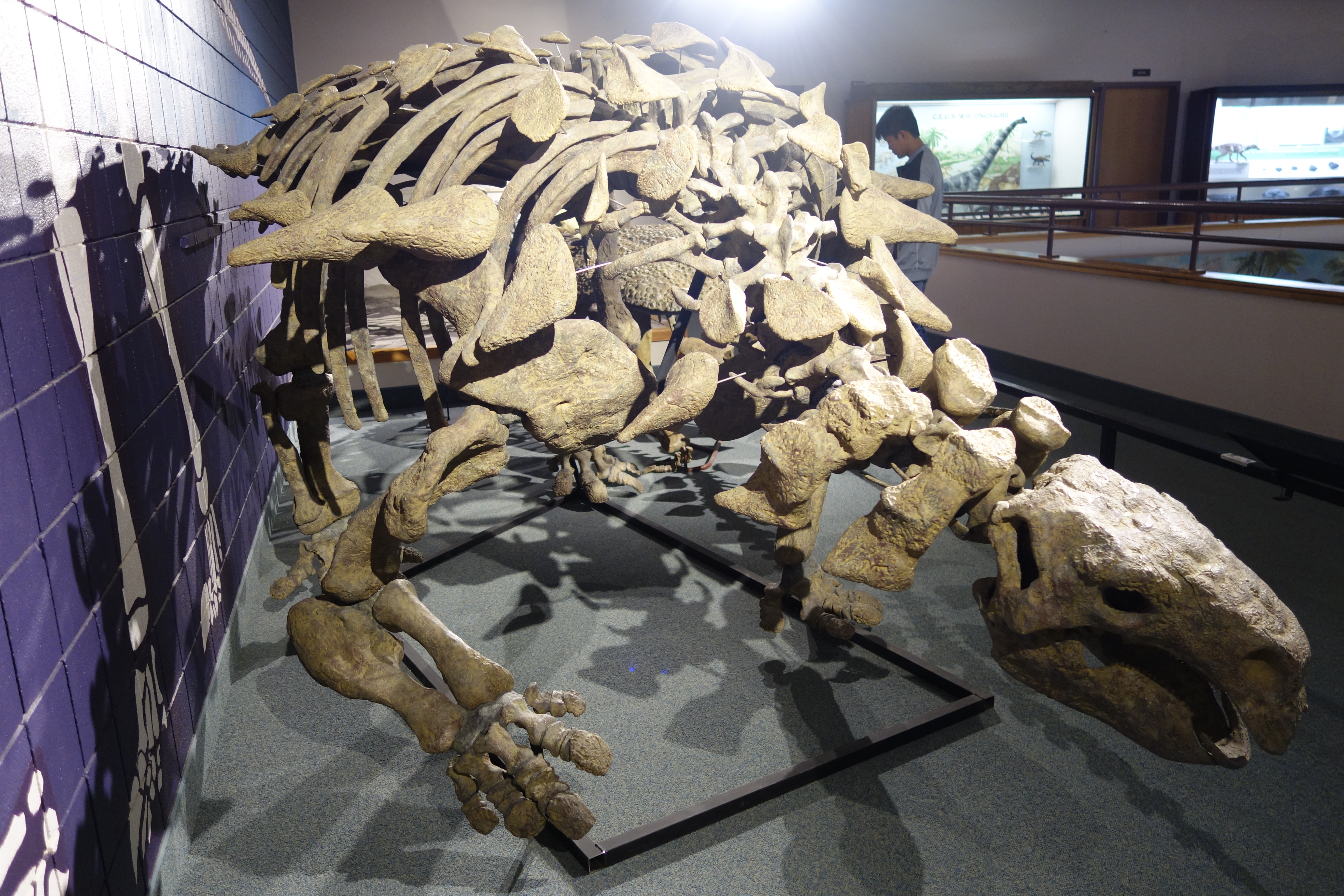
Scheletro montato

Questo dinosauro è noto per i resti di un cranio e di uno scheletro parziale. In generale, Peloroplites doveva avere un corpo robusto racchiuso in un'armatura costituita da placche ossee (osteodermi), organizzati in file che decorrevano fino alla coda. 
Le dimensioni erano notevoli, e la lunghezza doveva aggirarsi sui 5,5 metri (più o meno come il suo contemporaneo Sauropelta). Il cranio era lungo 56 centimetri e largo 35; era sprovvisto di denti nella parte anteriore, dove invece vi era un becco, ed era dotato di piccole proiezioni posteriori a forma di corna. La parte superiore del cranio era leggermente bombata, e i denti erano molto grandi e simili a quelli di un altro anchilosauro, Priconodon. La mandibola era particolarmente robusta.
Dello scheletro postcranico si conoscono ossa provenienti da tutte le parti del corpo, tranne il piede posteriore. Il bacino era sorretto da sei vertebre fuse, come in Silvisaurus, mentre l'ilio (l'osso più grande del bacino) era insolitamente rivolto all'infuori. Al contrario di altri nodosauridi, l'ulna era lunga e diritta, e l'astragalo non era fuso alla tibia.

## Classificazione
Peloroplites (dal greco pelor, "mostro", e hoplites, "soldato corazzato") è stato ritrovato nella formazione Cedar Mountain (da qui l'epiteto specifico cedrimontanus), nel membro Mussentuchit. Descritto per la prima volta nel 2008, questo dinosauro è stato ascritto ai nodosauridi, una famiglia di dinosauri corazzati dotati di un'armatura costituita da placche e spine.

## Habitat e stile di vita
I fossili di Peloroplites sono stati ritrovati in una cava che ha prodotto anche i fossili di una tartaruga, uno pterosauro, un sauropode brachiosauride, un altro anchilosauro (Cedarpelta) e un ornitopode iguanodonte. Gli anchilosauri vissuti tra l'Aptiano e l'Albiano raggiunsero una grande taglia; sia Peloroplites che Cedarpelta erano grandi più o meno come Sauropelta, un nodosauride vissuto nello stesso periodo, ritrovato in Wyoming e in Montana. Gli anchilosauri sono solitamente ritenuti erbivori quadrupedi lenti e brucatori a livello del terreno. I grandi denti e le mascelle robuste di Peloroplites suggeriscono che consumava cibo più duro rispetto agli altri anchilosauri.

## Nella cultura di massa
Questo dinosauri, seppur sconosciuto, appare come carcassa all’interno di un trailer del film Jurassic World - Il regno distrutto (2018), sebbene la suddetta scena in cui appare sia presente nel film, il cadavere Peloroplites è stato rimosso.